# Idaea fuliginata
Idaea fuliginata är en fjärilsart som beskrevs av Adrian Hardy Haworth 1809. Idaea fuliginata ingår i släktet Idaea och familjen mätare. Inga underarter finns listade i Catalogue of Life.